# Stor igelknopp
Stor igelknopp (Sparganium erectum L., synonym Sparganium rectum Neck.) är en art i familjen igelknoppsväxter och förekommer i Europa, Medelhavsområdet och österut till sydvästra Asien. Arten odlas ibland i trädgårdar i dammar.
Larven till gulbrunt metallfly (Plysia festucae) livnär sig bl a på denna växt.

## Underarter
Arten delas in i följande underarter:
- S. e. erectum
- S. e. microcarpum
- S. e. neglectum

## Användning
De torkade bladen kan användas till att binda med.

## Bygdemål
I Halland kallas växten fläblad 

## Etymologi
Erectum kommer av latin och betyder upprättstående. Rectum är också latin och betyder rak.

## Bildgalleri

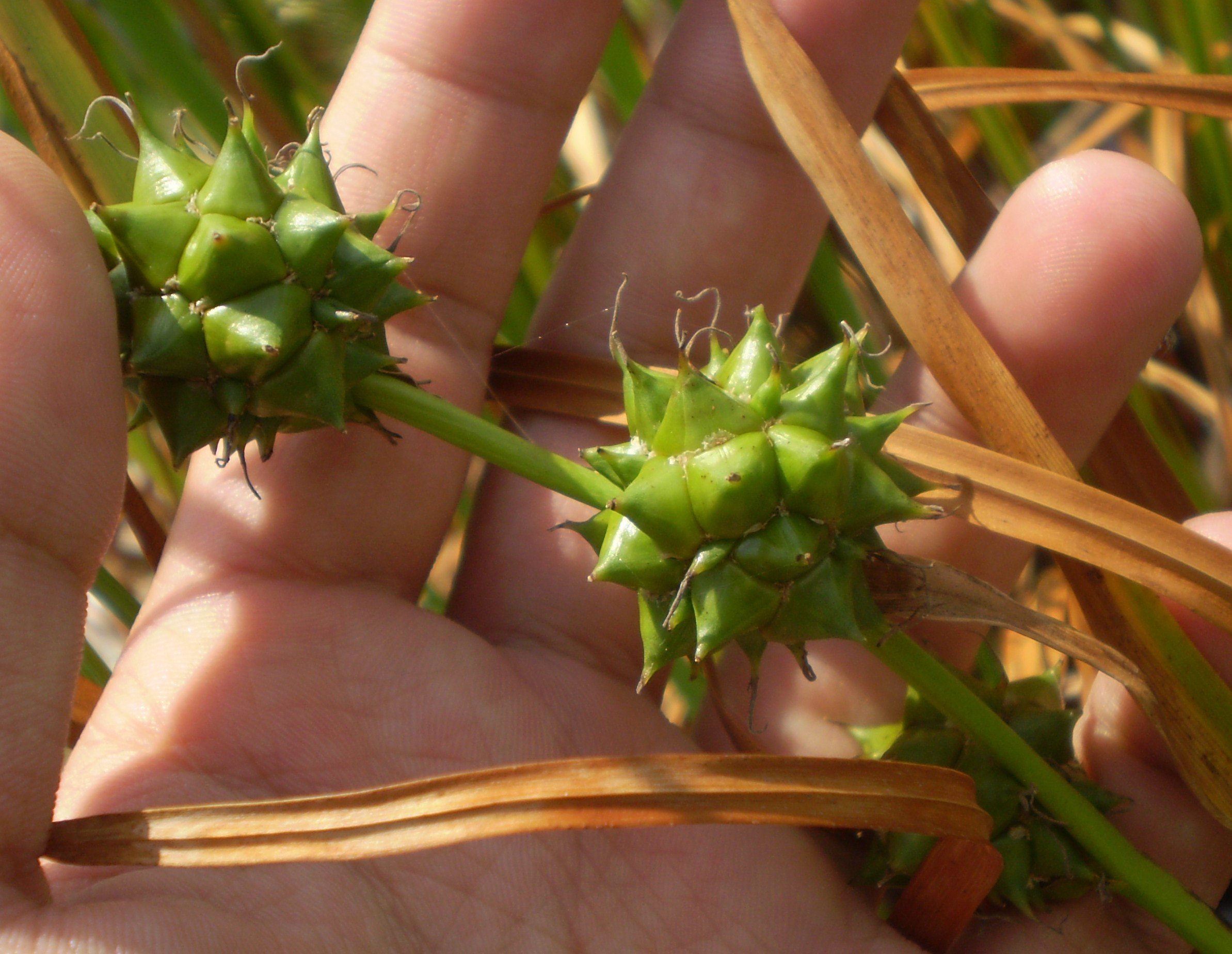
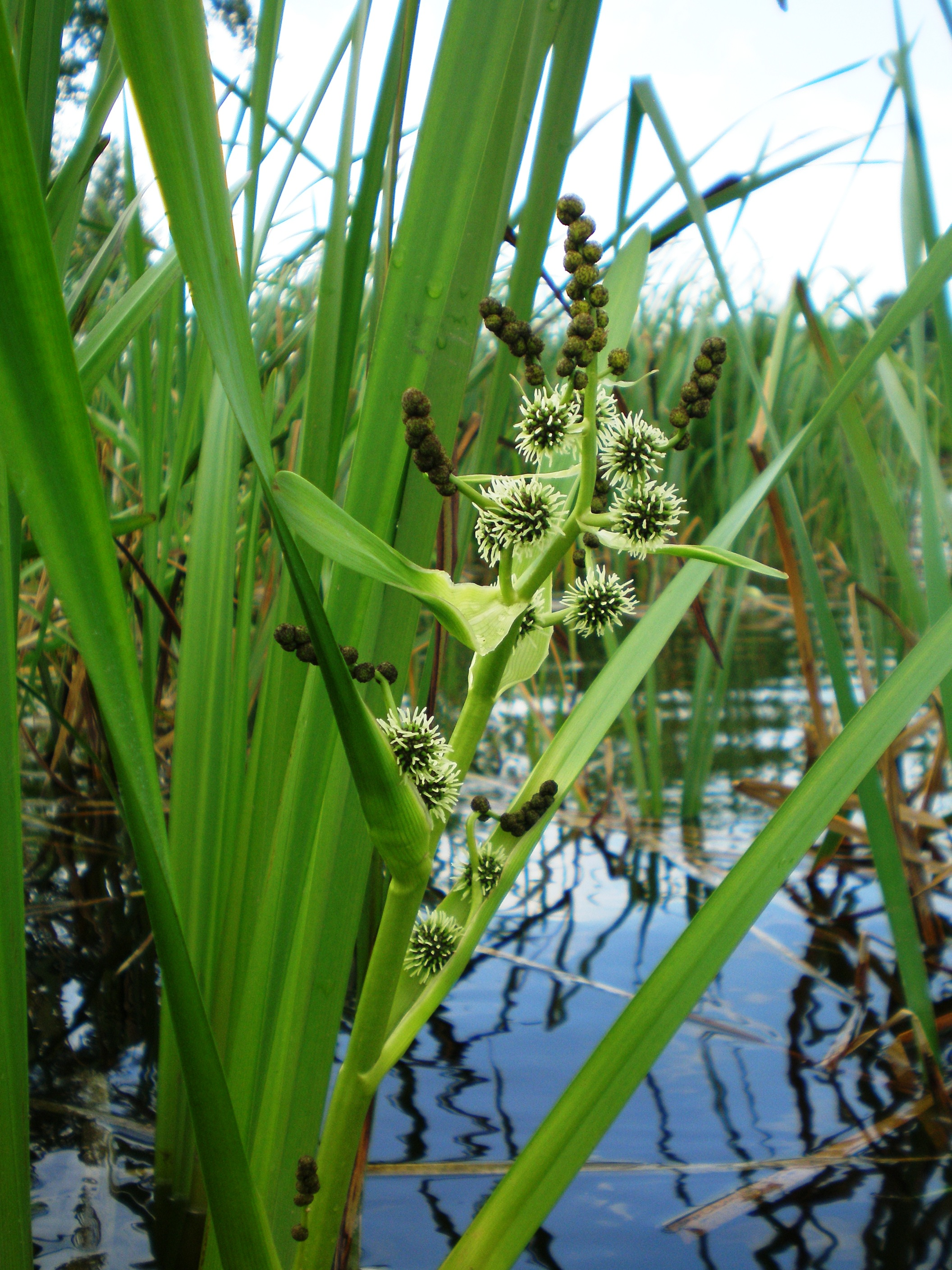